# Hans Klinga
Hans Gösta Klinga, född 17 april 1949 i Västerås, död 26 januari 2025 i Hedvig Eleonora distrikt, Stockholm, var en svensk skådespelare och regissör.

## Biografi
Hans Klinga var redan under barn- och ungdomstiden intresserad av teater och byggde sin egen dockteater för att kunna uppträda för grannbarnen. Han studerade vid Stockholms Scenskola 1966–1969 och efter avslutad utbildning var han engagerad vid Dramaten, där han debuterade 1969 i rollen som Jens i pjäsen Föreståndaren av Bengt Bratt. Parallellt med sitt engagemang på Dramaten var han 1973–1975 engagerad vid Sandrewteatrarna och 1976–1978 vid stadsteatrarna i Helsingborg och Uppsala. Åren 1978–1986 och från 1991 har Dramaten varit hans primära teaterscen. På Dramaten medverkade i flera pjäser som skådespelare, men regisserade även bland annat Athol Fugards Master Harold (1984) samt Astrid Lindgrens Pippi Långstrump (1994) och Mio, min Mio (1997).
Klinga filmdebuterade 1970 i kortfilmen Kvinnomänniska. Under sin karriär medverkade han i flera stora tv-produktioner, däribland Rederiet och Varuhuset. Han regisserade också tv-serierna Sjukan och Lösa förbindelser.
Klinga var med i Söderblomspelet i Trönö från starten 1986, en sommarteater som handlar om ärkebiskopen Nathan Söderbloms liv och gärning. På senare år var Klinga regissör för en av Norrlands största sommarteatrar.

### Privatliv
Hans Klinga var gift med skådespelaren Lil Terselius mellan 1982 och 1990. Tillsammans med skådespelaren Malin Ek fick han dottern Elin Klinga, även hon skådespelare vid Dramaten.

## Filmografi

### Roller
- 1970 – Kvinnomänniska
- 1973 – Bröllopet
- 1973 – Näsan
- 1973 – Kvartetten som sprängdes (TV-serie)
- 1973–1974 – Någonstans i Sverige (TV-serie)
- 1974 – Erik XIV
- 1975 – Robert och Jessica (TV-serie)
- 1976 – Drömmen om Amerika
- 1978 – Strandfyndet (TV-serie)
- 1979 – Barbies värld
- 1981 – Skärp dig, älskling! (TV-serie)
- 1985 – Den politiske kannstöparen
- 1988 – Varuhuset (TV-serie)
- 1993 – Dödsfällan
- 1997 – Svenska hjältar
- 2000 – Brottsvåg (TV-serie)
- 2002 – Rederiet (TV-serie)
- 2011 – Två herrars tjänare
- 2011 – Den girige

### Regi
- 1981 – Lita på mig! (TV-serie)
- 1985 – Lösa förbindelser (TV-serie)
- 1988–1989 – Varuhuset (TV-serie)
- 1989 – Det var då... (TV-serie)
- 1990 – Destination Nordsjön (TV-serie)
- 1995–1997 – Sjukan (TV-serie)
- 1996 – Idlaflickorna

## Teater

### Roller (ej komplett)
| År          | Roll                                    | Produktion                                                                               | Regi                  | Teater                   |
| ----------- | --------------------------------------- | ---------------------------------------------------------------------------------------- | --------------------- | ------------------------ |
| 1969        | Jens                                    | Föreståndaren Bengt Bratt                                                                | Staffan Roos          | Dramaten                 |
| 1969        | Bosse Svantesson Fille                  | Karlsson på taket Astrid Lindgren                                                        | Mats Ek               | Dramaten                 |
| 1970        | Basque Dubois                           | Misantropen (Le misanthrope) Molière                                                     | Frank Sundström       | Dramaten                 |
| 1970        | Adrian                                  | Coriolanus William Shakespeare                                                           | Alf Sjöberg           | Dramaten                 |
| 1970        | Popoff Journalist 2                     | Leo Tolstojs testamente Arne Törnqvist                                                   | Mats Ek               | Dramaten                 |
| 1970        | Studenten                               | Brända tomten August Strindberg                                                          | Alf Sjöberg           | Dramaten                 |
| 1971        | Ture                                    | Sol, vad vill du mig? Birger Norman                                                      | Ingvar Kjellson       | Dramaten                 |
| 1971        | Damis                                   | Tartuffe (Tartuffe, ou l'Imposteur) Molière                                              | Mimi Pollak           | Dramaten                 |
| 1971        | Albert                                  | Modern (Matka) Stanisław Ignacy Witkiewicz                                               | Alf Sjöberg           | Dramaten                 |
| 1971        | Samverkande                             | Centan nästa... Bo Sigvard Nilsson, Olof Willgren, Lars-Göran Magnusson                  |                       | Dramaten                 |
| 1972        | Dr Zwonek Burke                         | Dr Burkes egendomliga eftermiddag (Podivné odpoledne dr. Zvonka Burkeho) Ladislav Smoček | Ingvar Kjellson       | Dramaten                 |
| 1972        | Laurentius Petri                        | Mäster Olof August Strindberg                                                            | Alf Sjöberg           | Dramaten                 |
| 1974        | Garson Hobart                           | Stackars Frankrike (Norman, Is That You?) Ron Clark och Sam Bobrick                      | Yngve Nordwall        | Maximteatern             |
| 1975        | Skräddaren                              | Den jäktade (Den stundesløse) Ludvig Holberg                                             | Henning Moritzen      | Dramaten                 |
| 1975        | Fursten                                 | Borgare Schippel (Bürger Schippel) Carl Sternheim                                        | Staffan Roos          | Dramaten                 |
| 1976        | Vargen                                  | Rödluvan (Красная Шапочка, Krasnaya Shapochka) Jevgenij Sjvarts                          | Peter Luckhaus        | Dramaten                 |
| 1976        | Colin                                   | Aska (Ashes) David Rudkin                                                                | Lars Svenson          | Helsingborgs stadsteater |
| 1977        |                                         | Spanska flugan (Die spanische Fliege) Franz Arnold och Ernst Bach                        | Olle Johansson        | Helsingborgs stadsteater |
| 1977        | Olaus Petri                             | Mäster Olof August Strindberg                                                            | Lars Svenson          | Helsingborgs stadsteater |
| 1977        |                                         | Tolvskillingsoperan (Die Dreigroschenoper) Bertolt Brecht och Kurt Weill                 | Hans Polster          | Helsingborgs stadsteater |
| 1978        | Ferdnand Vanek                          | Audiens (Audience) Václav Havel                                                          | Claes Sylwander       | Helsingborgs stadsteater |
| 1978        | Ferdnand Vanek                          | Vernissage (Vernisáž) Václav Havel                                                       | Claes Sylwander       | Helsingborgs stadsteater |
| 1978        | Cliff Bradshaw                          | Cabaret John Kander, Fred Ebb och Joe Masteroff                                          | Leif Söderström       | Helsingborgs stadsteater |
| 1978        | Medverkande                             | Moder Jord (Stormen mot kärnkraft) Sun Axelsson och Elsa Grave                           | Allan Edwall          | Dramaten                 |
| 1979        | Medverkande                             | Hjärtkrossen Olof Willgren                                                               | Anita Brundahl        | Dramaten                 |
| 1979        | Nick                                    | Vem är rädd för Virginia Woolf? (Who's Afraid of Virginia Woolf?) Edward Albee           | Jan Lewin             | Dramaten                 |
| 1980        | Vännen                                  | Leka med elden August Strindberg                                                         | Palle Granditsky      | Dramaten                 |
| 1980        | Mackie Kniven                           | Tolvskillingsoperan (Die Dreigroschenoper) Bertolt Brecht och Kurt Weill                 | Lars Göran Carlson    | Parkteatern              |
| 1981        | Uppköpare                               | Heliga Johanna från slakthusen (Die heilige Johanna der Schlachthöfe) Bertolt Brecht     | Benno Besso           | Dramaten                 |
| 1982        | Charlie Bentham                         | Juno och påfågeln (Juno and the Paycock) Sean O'Casey                                    | Bo Widerberg          | Dramaten                 |
| 1982        | Florindo Aretusi                        | Två herrars tjänare (Il servitore di due padroni) Carlo Goldoni                          | Per Sjöstrand         | Dramaten                 |
| 1983        | Ingenjören                              | Aftonstjärnan Hjalmar Söderberg                                                          | Hans Alfredson        | Dramaten                 |
| 1983        | Bob Hedges                              | Chikanen (Restoration) Edward Bond                                                       | Peter Luckhaus        | Dramaten                 |
| 1985        | Slater                                  | Den svältande klassens förbannelse (Curse of the Starving Class) Sam Shepard             | Göran Graffman        | Dramaten                 |
| 1985        | Ivan Kuzmitj Sjepkin, postmästare       | Riksrevisorn (Ревизор, Revizor) Nikolaj Gogol                                            | Göran Graffman        | Dramaten                 |
| 1986        | Mördare 2                               | Macbeth William Shakespeare                                                              | Christian Tomner      | Dramaten                 |
| 1986        | Jakob skomakare                         | Jeppe på berget (Jeppe paa Bierget) Ludvig Holberg                                       | Peter Langdal         | Dramaten                 |
| 1986        | Harald                                  | När det utbröt panik i det kollektiva omedvetna Kristina Lugn                            | Lars Löfgren          | Dramaten                 |
| 1987        | Mickey                                  | Hurly burly David Rabe                                                                   | Tomas Pontén          | Dramaten                 |
| 1987        | Medverkande                             | Marmor Joseph Brodsky                                                                    | Per Verner-Carlsson   | Dramaten                 |
| 1992        | David                                   | Sommar Lars Norén                                                                        | Karst Woudstra        | Dramaten                 |
| 1992        | Fru Granberg                            | Pippi Långstrump Astrid Lindgren                                                         | Hans Klinga           | Dramaten                 |
| 1993        | Frank Arnold                            | Rummet och tiden (Die Zeit und das Zimmer) Botho Strauss                                 | Ingmar Bergman        | Dramaten                 |
| 1994        | Mas, skådespelare                       | Goldbergvariationer (Die Goldberg-Variationen) George Tabori                             | Ingmar Bergman        | Dramaten                 |
| 1994        | Nikolaj Aleksejevitj Ivanov             | Ivanov (Иванов) Anton Tjechov                                                            | Karst Woudstra        | Dramaten                 |
| 1997        | Tranio                                  | Så tuktas en argbigga (The Taming of the Shrew) William Shakespeare                      | Hans Klinga           | Dramaten                 |
| 1997        | Kungen Svärdsmidaren                    | Mio, min Mio Astrid Lindgren                                                             | Hans Klinga           | Dramaten                 |
| 1998        | Råttkungen                              | Råttfångaren Rikard Bergqvist                                                            | Agneta Ehrensvärd     | Dramaten                 |
| 1999        | Fjodor Kulygin                          | Tre systrar (Три сeстры, Tri sestry) Anton Tjechov                                       | Staffan Valdemar Holm | Dramaten                 |
| 2000        | Werner Heisenberg                       | Köpenhamn (Copenhagen) Michael Frayn                                                     | Åsa Melldahl          | Dramaten                 |
| 2001        | Lasse                                   | Å ena sidan Peter Dalle och Hans Alfredson                                               | Peter Dalle           | Dramaten                 |
| 2002        | Helmut, toastmaster och faderns kollega | Festen Thomas Vinterberg och Mogens Rukov                                                | Christian Tomner      | Dramaten                 |
| 2003        | Axelsson                                | Farmor och vår Herre Hjalmar Bergman                                                     | Christian Tomner      | Dramaten                 |
| 2004        | Jack Fängelsedirektören Z. Dolin        | A Clockwork Orange 2004 Anthony Burgess                                                  | Kasper Bech Holten    | Dramaten                 |
| 2004        | Antonio                                 | Köpmannen i Venedig (The Merchant of Venice) William Shakespeare                         | Mats Ek               | Dramaten                 |
| 2006        | Ross                                    | Macbeth William Shakespeare                                                              | Staffan Valdemar Holm | Dramaten                 |
| 2007        | Officern                                | Ett drömspel August Strindberg                                                           | Mats Ek               | Dramaten                 |
| 2008        | Far Ubu                                 | Kung Ubu (Ubu Roi) Alfred Jarry                                                          | Karl Dunér            | Dramaten                 |
| 2009        | Anselme                                 | Den girige (L'Avare) Molière                                                             | Gösta Ekman           | Dramaten                 |
| 2010        | Leonid Gajev                            | Körsbärsträdgården (Вишнёвый сад, Visjnjovyj sad ) Anton Tjechov                         | Mats Ek               | Dramaten                 |
| 2010        | Stefano                                 | Stormen (The Tempest) William Shakespeare                                                | John Caird            | Dramaten                 |
| 2011        | Dottore Lombardi                        | Två herrars tjänare (Il servitore di due padroni) Carlo Goldoni                          | Peter Langdal         | Dramaten                 |
| 2012        | Isak                                    | Fanny och Alexander Ingmar Bergman                                                       | Stefan Larsson        | Dramaten                 |
| 2013        | Umberto                                 | Som löven i Vallombrosa Lars Norén                                                       | Vibeke Bjelke         | Dramaten                 |
| 2013        | Lyman Wyeth                             | Other desert cities Jon Robin Baitz                                                      | Stefan Larsson        | Dramaten                 |
| 2014        | Woland                                  | Mästaren och Margarita (Мастер и Маргарита, Master i Margarita) Michail Bulgakov         | Stefan Metz           | Dramaten                 |
| 2015        | Hefaistos Okeanus Kör                   | Den fjättrade Prometheus (Προμηθεὺς Δεσμώτης, Promētheús Desmṓtēs) Aischylos             | Karl Dunér            | Dramaten                 |
| 2016        | Hefaistos Okeanus Kör                   | Den fjättrade Prometheus (Προμηθεὺς Δεσμώτης, Promētheús Desmṓtēs) Aischylos             | Karl Dunér            | Dramaten                 |
| Isak Jacobi | Fanny och Alexander Ingmar Bergman      | Stefan Larsson                                                                           | Dramaten              |                          |
| 2017        | Vaktaren Ljung                          | Molnens bröder Barbro Lindgren                                                           | Lars Rudolfsson       | Dramaten                 |
| 2017        |                                         | De sista vittnena (Последние свидетели, Poslednije svideteli) Svetlana Aleksijevitj      | Ulla Kassius          | Dramaten                 |
| 2017        | En herde                                | Oidipus/Antigone (Οἰδίπους Τύραννος, Oidípous túrannos/Ἀντιγόνη) Sofokles                | Eirik Stubø           | Dramaten                 |
| 2018        | Henrik                                  | Höst och vinter Lars Norén                                                               | Stefan Larsson        | Dramaten                 |

### Regi (ej komplett)
| År   | Produktion                                    | Upphovsmän          | Teater   |
| ---- | --------------------------------------------- | ------------------- | -------- |
| 1980 | Attest Atest                                  | Pavel Kohout        | Dramaten |
| 1981 | Den vita ångbåten Belyj parochod              | Tjingiz Ajtmatov    | Dramaten |
| 1984 | Master Harold Master Harold and the Boys      | Athol Fugard        | Dramaten |
| 1992 | Pippi Långstrump                              | Astrid Lindgren     | Dramaten |
| 1993 | Idlaflickorna                                 | Kristina Lugn       | Dramaten |
| 1994 | Resor med moster Augusta Travels with My Aunt | Graham Greene       | Dramaten |
| 1996 | Helena Ἑλένη, Helenē                          | Euripides           | Dramaten |
| 1996 | Lektionen La Leçon                            | Eugène Ionesco      | Dramaten |
| 1996 | Solskenspojkarna The Sunshine Boys            | Neil Simon          | Intiman  |
| 1997 | Så tuktas en argbigga The Taming of the Shrew | William Shakespeare | Dramaten |
| 1997 | Mio, min Mio                                  | Astrid Lindgren     | Dramaten |
| 2000 | Stulna juveler                                | Kristina Lugn       | Dramaten |

## Priser och utmärkelser
- 1971 – Teaterförbundets Daniel Engdahl-stipendium
- 2009 – O'Neill-stipendiet[15]
- 2011 – Litteris et Artibus[16]
- 2018 – Svenska Akademiens teaterpris[17]